# Notoreas ischnocyma
Notoreas ischnocyma är en fjärilsart som beskrevs av Edward Meyrick 1905. Notoreas ischnocyma ingår i släktet Notoreas och familjen mätare. Inga underarter finns listade i Catalogue of Life.